# Ravon
A Ravon é uma marca uzbeque de automóveis. Atualmente faz parte da UzAuto Motors.
Fundada em 2015, a Ravon surgiu de uma joint-venture entre o governo do Uzbequistão e a General Motors. Sua origem vem de 1992, quando a Daewoo se uniu à estatal UzAvtoSanoat para produzir carros da marca no território uzbeque. Em 1994, foi formada a UzDaewoo Auto. Em 1996, a fábrica começou a fabricar as primeiras unidades. Em 2001, a indústria do país já havia chegado a marca de 250 mil carros produzidos. Em crise, a Daewoo teve uma parte de suas ações compradas pela General Motors em 2002. Com a falência da Daewoo e seu espólio absorvido pela General Motors em 2008, a UzAvtoSanoat se uniu aos norte-americanos para formar a GM Uzbekistan, 75% da estatal uzbeque e o restante da montadora, o que marca o início da montagem de veículos Chevrolet no país.
Com o desenvolvimento da indústria automotiva no Uzbequistão, a ideia de criar uma marca. Ravon, em uzbeque, significa “estrada limpa” ou “suave” e também “caminho fácil”. Outra explicação é que é uma abreviação da expressão “Veículo ativo confiável na estrada” em inglês, Reliable Active Vehicle On Road. Os carros da Ravon são as tecnologias e modelos da General Motors, exportados para ex-países da União Soviética e Ásia Central. Em 2019, o governo uzbeque comprou a parte da General Motors da joint-venture, tentando quebrar o monopólio automotivo no país, e renomeou a GM Uzbekistan para UzAutoMotors.

## Principais modelos produzidos
- Ravon R2
- Ravon Nexia R3
- Ravon R4
- Ravon Gentra

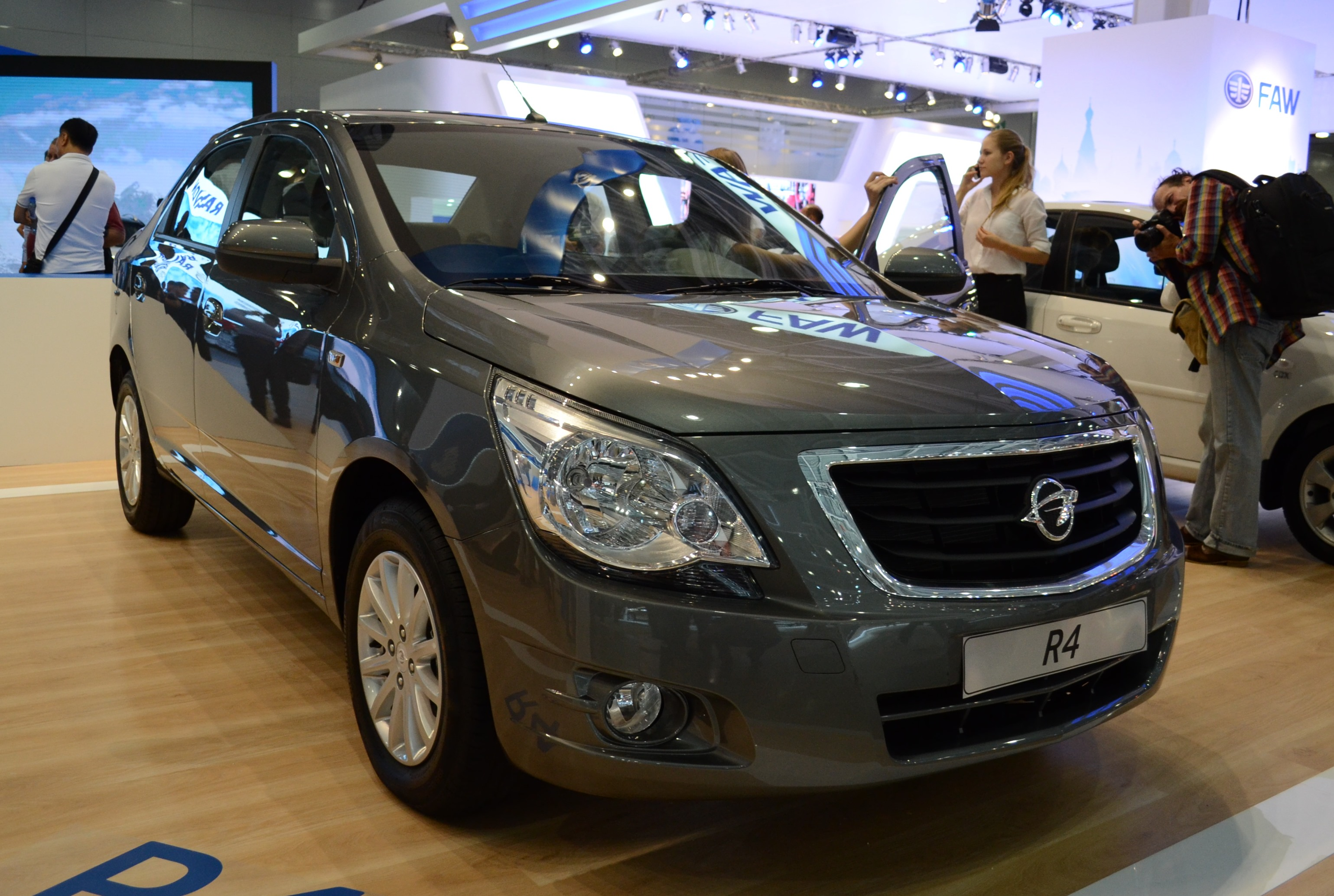
Ravon Cobalt R4
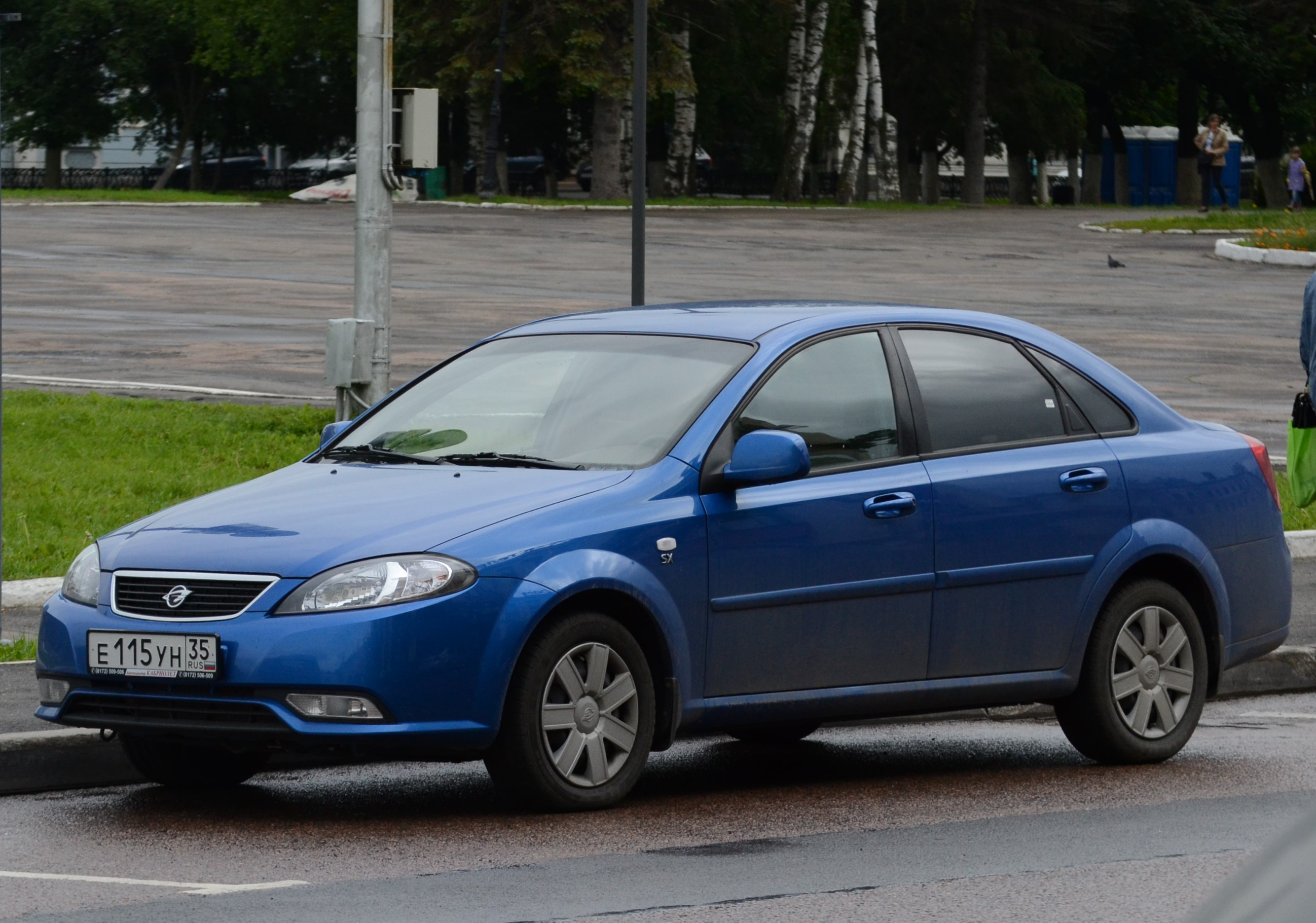
Ravon Gentra R5